# Horst Wernicke
Horst Wernicke (* 31. August 1951 in Greifswald) ist ein deutscher Historiker, Hochschullehrer und ehemaliger Inhaber des Lehrstuhls für Mittelalterliche Geschichte und Hansegeschichte an der Ernst-Moritz-Arndt-Universität Greifswald.

## Leben
Von 1970 bis 1974 studierte Wernicke Geschichte und Geographie an der Universität Greifswald und war von 1974 bis 1980 sowie 1983/84 wissenschaftlicher Assistent bzw. wissenschaftlicher Oberassistent. Die Promotion erfolgte 1979. Die kurze Unterbrechung der wissenschaftlichen Arbeit war Strafe für eine abgebrochene Studienreise in die UdSSR. Er war in dieser Zeit als Heimleiter der Studentenwohnheime in der Makarenkostraße tätig. 1984 folgte die Habilitation und 1986 wurde er zum Hochschuldozenten ernannt. Seit 1992 war er Inhaber des Lehrstuhls für Mittelalterliche Geschichte und Hansegeschichte an der Universität Greifswald, seit 1996 Koordinator der Ständigen Konferenz der Historiker des Ostseeraums.
Im Jahre 1971 wurde er Mitglied der Arbeitsgemeinschaft der Hansehistoriker in der DDR. Nach der Vereinigung Deutschlands wurde die Arbeitsgemeinschaft wieder Teil des Hansischen Geschichtsvereins in Lübeck. Dort ist Wernicke im Vorstand tätig und Herausgeber der Greifswalder Historischen Studien, einer Schriftenreihe, die einst von der Arbeitsgemeinschaft in Leben gerufen wurde. Seit 1994 bis zu dessen Auflösung war Wernicke als Nachfolger von Martin Richter Präsident des Landesheimatverbandes Mecklenburg-Vorpommern. Vom Juni 2013 bis Dezember 2017 war er Vorsitzender der Historischen Kommission für Pommern.
2013 steuerte Wernicke mit seinen Erinnerungen einen Beitrag zur Festschrift „150 Jahre Historisches Institut“ Greifswald bei. Die hochschulpolitische Entwicklung seit der Wende kommentierte er sehr kritisch.
Im Jahre 2003 wurde er mit dem Verdienstorden des Landes Mecklenburg-Vorpommern ausgezeichnet. Zu seinem 65. Geburtstag erhielt er am 31. August 2016 eine Festschrift, in der ihm viele Kollegen, Weggefährten und Schüler ihre Reverenz erwiesen. Im März 2017 wurde Wernicke emeritiert. Der Lehrstuhl für die Hansegeschichte wurde nicht wieder besetzt.

## Veröffentlichungen (Auswahl)
Monographien
- Die Städtehanse 1280–1418. Genesis – Strukturen – Funktionen. Böhlau, Weimar 1983 (Dissertation, Greifswald, u.d.T.: Zum Bundescharakter der Städtehanse. Strukturen, Strukturelemente und Funktionen in ihrer Entwicklung (1280–1418)).
- Studien zum Verhältnis der Städtehanse zum norddeutschen Fürstentum und zum Reich. Greifswald 1984 (Habilitationsschrift).

Herausgeberschaften
- Pommern. Geschichte, Kultur, Wissenschaft. „Pommern im Reich und in Europa“. 3. Kolloquium zur Pommerschen Geschichte, 13.–14. Oktober 1993. Ernst-Moritz-Arndt-Universität Greifswald. Greifswald 1996.
- Beiträge zur hansischen Kultur-, Verfassungs- und Schiffahrtsgeschichte. Böhlau, Weimar 1998.
- Greifswald. Geschichte der Stadt. Schwerin 2000.
- mit Hans-Joachim Hacker: Der Westfälische Frieden von 1648 – Wende in der Geschichte des Ostseeraums. Für Prof. Dr. Dr. h.c. Herbert Ewe zum 80. Geburtstag. Kovač, Hamburg 2001.
- Beiträge zur Geschichte des Ostseeraumes. Katzow 1996/Greifswald 1998. Kovač, Hamburg 2002.